# Oliveira de Azeméis, Santiago de Riba-Ul, Ul, Macinhata da Seixa e Madail
Oliveira de Azeméis, Santiago de Riba-Ul, Ul, Macinhata da Seixa e Madail est une paroisse civile portugaise (en portugais : freguesia) de la municipalité d'Oliveira de Azeméis dans le district d'Aveiro. Elle est créée en 2013, par fusion de cinq paroisses : Oliveira de Azeméis, Santiago de Riba-Ul, Ul, Macinhata da Seixa et Madail.

## Géographie
La paroisse est située au sud de l'aire métropolitaine de Porto, à la limite avec la Région d'Aveiro. Elle réunit plusieurs anciennes paroisses autour d'Oliveira de Azeméis. La partie orientale de la paroisse est arrosée par la rivière Antuã (en) tandis que l'ouest est traversé par l'un de ses affluents, l'Ul (pt).

## Histoire
La paroisse est créée par la loi no 11-A/2013 du 28 janvier 2013 portant réorganisation administrative du territoire des freguesias, en fusionnant les paroisses d'Oliveira de Azeméis, Santiago de Riba-Ul, Ul, Macinhata da Seixa et Madail. Son nom officiel est União das Freguesias de Oliveira de Azeméis, Santiago de Riba-Ul, Ul, Macinhata da Seixa e Madail et son siège est fixé dans l'ancienne paroisse d'Oliveira de Azeméis.

## Démographie
Lors du recensement de 2021, Oliveira de Azeméis, Santiago de Riba-Ul, Ul, Macinhata da Seixa e Madail compte 20 665 habitants. C'est ainsi la paroisse la plus peuplée de la municipalité d'Oliveira de Azeméis, qui réunit 66 175 habitants sur 12 paroisses.